# Poromera fordii
Genre
Espèce
Synonymes
- Tachydromus fordii Hallowell, 1857

Poromera fordii, unique représentant du genre Poromera, est une espèce de sauriens de la famille des Lacertidae.

## Répartition
Cette espèce se rencontre au Cameroun, en Guinée équatoriale, au Gabon, en Centrafrique et au Congo-Kinshasa.

## Étymologie
Cette espèce est nommée en l'honneur d'Henry A. Ford.

## Publications originales
- (en) Boulenger, 1887 : Catalogue of the Lizards in the British Museum (Nat. Hist.) III. Lacertidae, Gerrhosauridae, Scincidae, Anelytropsidae, Dibamidae, Chamaeleontidae. London, p. 1-575 (texte intégral).
- (en) Hallowell, 1857 : Notes of a collection of reptiles from the Gaboon country, West Africa, recently presented to the Academy of Natural Sciences of Philadelphia, by Dr. Herny A. Ford. Proceedings of the Academy of Natural Sciences of Philadelphia, vol. 9, p. 48-72 (texte intégral).